# Direzione territoriale del lavoro
La Direzione territoriale del lavoro (o anche DTL) era l'articolazione periferica, generalmente con competenza in ambito provinciale, del Ministero del lavoro e delle politiche sociali. A seguito dell'istituzione dell'"Ispettorato nazionale del lavoro", sono state soppresse e le relative funzioni sono attualmente svolte dagli "Ispettorati territoriali del lavoro".

## Storia
Vennero istituite con D.P.R. 7 aprile 2011, n. 144 - in sostituzione della direzione provinciale del lavoro e per modifica della denominazione e parziale accorpamento delle DPL, ossia "direzioni provinciali del lavoro". Queste ultime, erano nate create dal governo Amato I nel 1996 in seguito alla riforma disposta  con la legge 24 dicembre 1993, n. 537 (legge finanziaria del 1994), al cui art. 1, commi 5 e 6, disponeva l'unificazione degli uffici periferici provinciali e regionali del Ministero del Lavoro (disposizione attuata con il DM 7 novembre 1996, n. 687).
Con decreto del presidente della Repubblica 7 aprile 2011, n. 144 si è disposta la riforma, accorpamento e riduzione delle DPL, che da novantotto vengono ridotte a settantaquattro, trasferendo la competenza territoriale della DPL del capoluogo di regione alla DRL, e con conseguente modifica della denominazione degli uffici in DTL, non avendo più una radicazione territoriale coincidente con le circoscrizioni provinciali.
Infine durante il governo Renzi, ai sensi del d.lgs. 14 settembre 2015, n. 149 e del DPCM 23 febbraio 2016, in vigore dal 1º gennaio 2017, cessòl'operatività delle DTL le cui funzioni vennero ad essere svolte dagli "Ispettorati territoriali del lavoro".

## Struttura
La direzione territoriale era organizzata in 8 uffici principali, dette Aree:
- direzione, con compiti di staff per il dirigente della DTL;
- area monitoraggio, con compiti di valutazione e monitoraggio delle performance;
- area gestione risorse con compiti di amministrazione del personale della DTL e relativo contenzioso, attività di segreteria relativa alla partecipazione ad organi collegiali esterni, nonché attività correlate al funzionamento degli organi operanti presso la DTL;
- area legale e contenzioso, con compiti relativi all'elaborazione delle ordinanze di ingiunzione o di archiviazione, rappresentanza in giudizio, ricorsi amministrativi contro le notifiche di illecito amministrativo presentati anche ai sensi degli artt. 16 e 17, del D.Lgs. n. 124/2004, riscossione coattiva, nonché consulenza legale ed audizioni ex art. 18, Legge n. 689/1981.
- area politiche del lavoro, con compiti relativi alle autorizzazioni per il lavoro, con compiti relativi alle autorizzazioni per astensione anticipata per gravidanza, in materia di immigrazione, quali flussi, e pareri e provvedimenti (nullaosta) di competenza dell'ufficio, nonché (nelle regioni in cui è presente) lo Sportello unico per l'immigrazione, ove istituito, oppure con la Prefettura; relazioni sindacali e conflitti di lavoro con compiti in materia di conciliazione controversie individuali e plurime del settore pubblico e privato, collegi di conciliazione e arbitrato, convalida trasformazioni rapporti di lavoro, raccolta di CCL e accordi collettivi di lavoro, nonché consulenza in materia di contratti collettivi di lavoro.
- area vigilanza del lavoro, detta I, con funzioni prevalenti di coordinamento delle altre aree di vigilanza;
- area vigilanza ordinaria, con compiti di programmazione ed attività di coordinamento per la vigilanza in materia giuslavoristica, previdenziale e fiscale, sull'esecuzione dei contratti collettivi di lavoro e sull'applicazione di tutte le leggi in materia di lavoro e di previdenza sociale, vigilanza su tutti i settori di lavoro: agricolo, trasporti, edile, industriale, terziario, sui tirocini, su borse lavoro, sugli enti di patronato, sulle attività formative e sulle esternalizzazioni di lavoro; nonché inchieste amministrative sugli infortuni di lavoro; diffide accertative per crediti patrimoniali; conciliazioni monocratiche;
- area vigilanza tecnica (ove istituita) con compiti di vigilanza nei cantieri, vigilanza congiunta con le Ferrovie dello Stato in materia di sicurezza, in materia di radiazioni ionizzanti, di sicurezza ed igiene del lavoro, tutela delle donne, dei minori, delle lavoratrici madri, delle categorie protette, Cassa Integrazione Guadagni Straordinaria, applicazione statuto dei lavoratori, etc. L'Area si occupa anche delle verifiche degli ascensori (e montacarichi con trasporto persone) ed effettua gli esami per i patentini dei manutentori di ascensori e dei conduttori impianti termici e generatori di vapore;
- nucleo Carabinieri per la tutela del lavoro, con compiti di vigilanza in materia di lavoro.

Presso l'area vigilanza sul lavoro opera l'Ufficio dell'ispettore di turno (esecuzione pratica dell'URP-Ufficio relazioni con il pubblico), ossia ufficio incaricato di ricevere le denunce - tecnicamente richieste d'intervento - da parte dei lavoratori nei confronti di qualunque situazione pregiudizievole. L'ufficio è retto da un ispettore del lavoro.

## Articolazione territoriale
Era pressoché su tutto il territorio nazionale con 74 dsedi, tranne che in Sicilia e Trentino-Alto Adige. Le DTL erano organizzate solo in parte su base provinciale, e sottoposte alla Direzione regionale del lavoro territorialmente competente. Nell'ambito provinciale in cui avevano sede, le Direzioni Regionali prima (poi Interregionali), del Lavoro esercitano anche i compiti operativi propri della DTL. Questa la suddivisione degli uffici per competenza territoriale:
- Abruzzo: Chieti, Pescara, Teramo;
- Basilicata: Matera;
- Calabria: Catanzaro, Cosenza, Crotone, Vibo Valentia;
- Campania: Avellino, Benevento, Caserta, Salerno;
- Emilia-Romagna: Ferrara, Forlì, Modena, Parma, Piacenza, Ravenna, Reggio Emilia, Rimini;
- Friuli-Venezia Giulia: Trieste, Gorizia, Pordenone, Udine;
- Lazio: Frosinone, Latina, Rieti, Viterbo;
- Liguria: Imperia, La Spezia, Savona;
- Lombardia: Bergamo, Brescia, Como, Cremona, Lecco, Lodi, Mantova, Pavia, Sondrio, Varese;
- Marche: Ascoli Piceno, Macerata, Pesaro;
- Molise: Isernia;
- Piemonte: Alessandria, Asti, Biella, Cuneo, Novara, del Verbano-Cusio-Ossola avente sede ad Omegna (Verbania), Vercelli;
- Puglia: Brindisi, Foggia, Lecce, Taranto;
- Sardegna: Nuoro, Oristano, Sassari[1];
- Toscana: Firenze, Arezzo, Grosseto, Livorno, Lucca, DTL di Massa Carrara avente sede a Carrara, Pisa, Pistoia, Prato, Siena;
- Umbria: Perugia, Terni;
- Valle d'Aosta: Aosta[2];
- Veneto: Belluno, Padova, Rovigo, Treviso, Verona, Vicenza.

Si noti che in alcune regioni, quali Sicilia e Trentino-Alto Adige, non sono presenti né la DTL né la DRL, i compiti relativi sono affidati agli Ispettorati regionali del lavoro, in quanto funzioni proprie che gli Statuti speciali hanno riservato a tali Province o Regioni autonome.

## Funzioni
Avendo perso varie competenze, oramai regionalizzate, le strutture periferiche del Ministero del lavoro e delle politiche sociali erano rappresentate solo dalle Direzioni Territoriali del Lavoro e dalle Direzioni interregionali del Lavoro. Le DTL - eredi degli Ispettorati provinciali del lavoro e degli Uffici provinciali del lavoro e della massima occupazione, gli UPLMO - riassumevano le "nuove" competenze nelle sue due anime rappresentate dalle due principali aree che la compongono:
- il Area politiche del lavoro (APL),
- il Area vigilanza sul lavoro (AVL).

L'APL ha assorbito le competenze in materia di conciliazioni collegiali ex art. 410 c.p.c. e ss. in campo pubblico e privato, avendo come spiccata  "missione" quella di conciliare, mentre l'AVL rappresenta l'erede del vecchio ispettorato del lavoro, la cui funzione era - almeno sino al D. Lgs. n. 124 del 2004 - tipicamente repressiva.
Oltre ciò, la DTL si occupava delle autorizzazioni del lavoro in materia di cittadini non comunitari o neo comunitari non in deroga, delle autorizzazioni per il lavoro minorile di bambini e adolescenti, delle relazioni sindacali e dei conflitti di lavoro, delle autorizzazioni delle installazioni di sorveglianza a distanza ai sensi dell'art. 4 dello Statuto dei lavoratori. Si occupa, altresì, della convalida delle dimissioni delle lavoratrici madri ai sensi dell'art. 54 del D. Lgs n. 151/2001, funzione svolta dall'ispettore del lavoro.
Infine, il D. Lgs. n. 51/1998, sulla soppressione dell'ufficio del Pretore, e l'istituzione del Giudice unico di primo grado, vengono affidate alla Direzione territoriale del lavoro anche le cosiddette inchieste pretorili sugli infortuni, sulle cause ed eventuale mancato riconoscimento dell'infortunio.
L'art. 14, comma 5, DPR n. 144/2011 fissava le nuove competenze nelle seguenti:
1. coordinamento e razionalizzazione dell'attività di vigilanza ai sensi del D. Lgs. 23 aprile 2004, n. 124, ossia degli ispettori del lavoro;
2. vigilanza e regolazione in materia di lavoro, legislazione sociale e strumenti di sostegno al reddito;
3. tutela anche civilistica delle condizioni di lavoro;
4. prevenzione, promozione e informazione per la corretta applicazione della normativa lavoristica e previdenziale;
5. vigilanza sull'applicazione della normativa in materia di salute e sicurezza nei luoghi di lavoro, ai sensi del DPCM 14 ottobre 1997, n. 412 e dell'articolo 13, comma 2, del D. Lgs. 9 aprile 2008, n. 81, il cosiddetto Testo Unico sulla sicurezza sul lavoro;
6. autorità territoriale competente a valutare, ai sensi degli artt. 17 e 18 della legge 24 novembre 1981, n. 689, la fondatezza degli accertamenti svolti dagli organi addetti, ai sensi dell'articolo 13 della medesima legge, al controllo sull'osservanza delle disposizioni rientranti nei compiti e nelle attribuzioni del Ministero, per la cui violazione è prevista la sanzione amministrativa del pagamento di una somma di denaro;
7. mediazione delle controversie di lavoro;
8. certificazione dei contratti di lavoro;
9. gestione dei flussi migratori per ragioni di lavoro.